# Атапуэрка (стоянки)
Атапуэрка (также Сьерра-де-Атапуэрка; исп. Sierra de Atapuerca) — пещерные стоянки древнего человека в горах Сьерра-де-Атапуэрка на севере Испании (провинция Бургос). Считаются древнейшими на территории Западной Европы. В 2000 году внесены ЮНЕСКО в список Всемирного наследия.
Останки гоминидов охватывают период с нижнего плейстоцена (им более миллиона лет) до голоцена. Для экспонирования находок в городе Бургосе построен Музей человеческой эволюции.

## История изучения
Большая пещера, или Пещера костей была подробно описана ещё в 1868 году. Но главные находки, сделавшие эту местность знаменитой, связаны со строительством через горы Атапуэрка узкоколейной железной дороги. В 1896 году было выдано разрешение на строительство железной дороги из Сьерра-де-ла-Деманда, где добывались руда и уголь, в Бискайю, где имелись перерабатывающие заводы. Для строительства узкоколейки нужно было вырубить траншею на склонах гор. Траншея прошла по карстовым пещерам, где были обнаружены палеонтологические останки. Работы завершились в 1901 году.
В 1910 году железная дорога перестала эксплуатироваться из-за нерентабельности. В середине XX века траншея использовалась для добычи стройматериалов, что негативно сказалось на состоянии археологического комплекса.

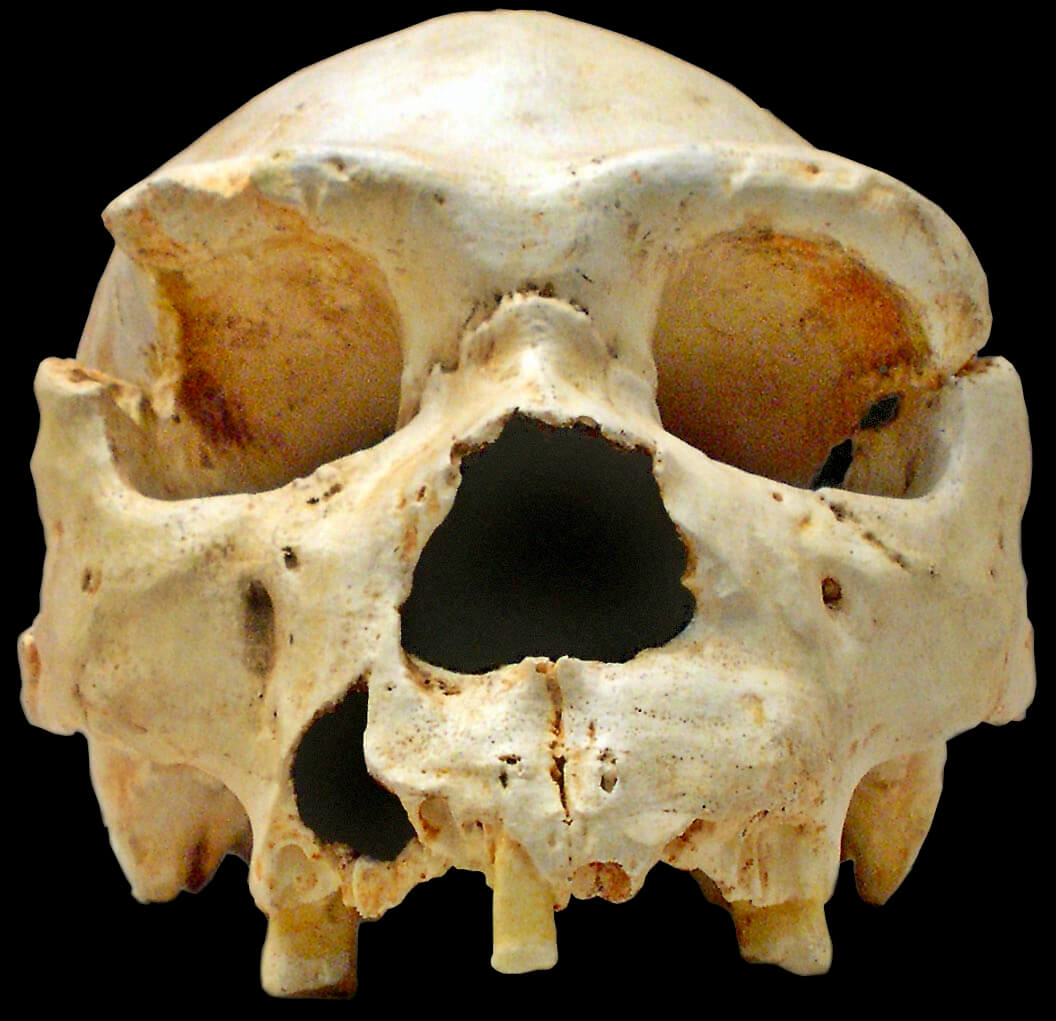
Череп № 5 или АТ 700 (Мигельон) из Пещеры костей

Первые раскопки в пещерах предпринял в 1964 году профессор Франсиско Хорда Серда (1914—2004). Восемь лет спустя группа спелеологов «Эдельвейс» открыла так называемую Галерею Кремня, где были обнаружены следы похоронных ритуалов и настенные росписи бронзового века. Археологические исследования возобновились в 1973 году и с тех пор проходят непрерывно.
В 1992 году в Пещере камней был обнаружен самый полный пренеандертальский череп Homo heidelbergensis из известных науке (возраст 430 тыс. лет); его окрестили Мигельон в честь велосипедиста Мигеля Индурайна.
В 1997 году были сделаны важные открытия, позволившие описать новый вид гоминида — Homo antecessor; эта работа была удостоена премии принца Астурийского в области науки и техники.

## Основные находки
Находки из Атапуэрки отличаются хорошей сохранностью. На территории комплекса найдены многообразные останки древней флоры и фауны — в том числе пещерного медведя, получившего название Ursus dolinensis.
Самыми значительными считаются находки останков гоминидов: их множество и они распределены по слоям нескольких раскопок. Это важнейшие на территории Европы свидетельства эволюции человеческого рода. Среди них — кости самого древнего человека Европы Homo antecessor, а также Homo sapiens и Homo heidelbergensis. Из одной только Пещеры костей извлечено более 5500 останков. Каменные орудия принадлежат ко всем этапам технологической эволюции, от самых примитивных до принадлежащих уже к бронзовому веку.
В Атапуэрке обнаружены свидетельства того, что Homo heidelbergensis мог производить символические изображения, а следовательно обладать абстрактным мышлением и духовностью. В частности, в одном из захоронений было найдено двустороннее ашельское рубило (бифас) из розового кварца, которое не имеет следов использования; позже его назвали «Экскалибур».
Другой сенсационной находкой были неплохо сохранившиеся слуховые косточки, стремечко и наковальня, позволившие ученым сделать вывод, что и антецессор, и гейдельбергский человек воспринимали преимущественно те же частоты, на которых ведётся общение с помощью членораздельной речи.
Спелеотемы SRA-3, наложенные на человеческие кости в пределах пещеры Сима-де-лос-Уэсос с помощью термической ионизационной масс-спектрометрии (TIMS) были датированы минимальным возрастом 350 тыс. лет до настоящего времени. Повторный анализ шести образцов SRA-3 методом индуктивно-связанной плазменной мультиколлекторной масс-спектрометрии (ICP-MS) позволил получить высокоточные даты, группирующиеся вокруг 600 тыс. л. н. Нижний предел погрешности даёт минимальный возраст спелеотема — 530 тыс. лет назад.
Возраст человеческого зуба (премоляра) и челюсти (ATE9-1), найденных в Атапуэрке в пещере Sima del Elefante (Trinchera del Elefante, уровень TE9), оценивается в 1,2 млн лет, возраст первой фаланги мизинца левой кисти (ATE9-2) оценивается в 1,2—1,3 млн лет. 30 июня 2022 года в квадрате K29 в верхней части уровня TE7, примерно на два метра ниже нижней челюсти Homo sp., найденной в 2007 году на уровне TE9, был обнаружен фрагмент левой верхней челюсти человека ATE7-1, жившего приблизительно между 1,2 и 1,4 млн лет назад. ATE7-1 относят к Homo aff. erectus.
Исследование зубного камня ATE9-1 (возможно Homo antecessor) из пещеры Сима дель Элефанте позволило установить, что люди этого вида употребляли в пищу мясо и злаковые растения (о чём свидетельствуют гранулы крахмала) и не пользовались огнём.
Находки убитых и съеденных человеческих останков с уровня TD6 на участке Гран-Долина (0,8—0,96 млн л. н.) являются самыми древними свидетельствами каннибализма у людей. Исследования подтверждают сложный рацион Homo antecessor, включавший твёрдую пищу и сырое мясо, а также каннибализм, который, вероятно, имел социальные причины (например, территориальные конфликты), также возможно был стратегией выживания. Анализ зубов и костей показал систематическое поедание сородичей, особенно детей, с явными следами разделки.
"Уборная гиен" — это вертикальные слои гиеновых копролитов, обнаруженные выше уровня человеческих останков в пещере Гран-Долина. Их изучение помогает понять чередование присутствия людей и хищников, а также их конкуренцию за территорию. Дополнительные находки — кости разных особей, орудия, следы каннибализма и незавершённые раскопки — подтверждают сложную динамику заселения пещеры.

## Палеогенетика
В конце 2013 года было объявлено, что анализ ДНК гейдельбергского человека из испанской пещеры Сима-де-лос-Уэсос, полученной из бедренной кости возрастом 400 тысяч лет, показал сходство с митохондриальной ДНК денисовского человека (хотя останки из Сима-де-лос-Уэсос традиционно было принято сближать с неандертальцами). Время расхождения линий денисовцев и людей из испанской пещеры Сима де лос Уэсос по данным мтДНК тогда оценили в 700 тыс. лет назад. Однако, в 2015 году при изучении ядерной ДНК трёх образцов из пещеры Сима-де-лос-Уэсос выяснилось, что они уже находились на линии, ведущей к неандертальцам. Эволюционное расхождение ветви денисовцев с ветвью общей для неандертальцев и людей из пещеры Сима-де-лос-Уэсос произошло, по данным исследования ядерной ДНК, ок. 500 тыс. л. н. (ранее 430 тыс. л. н.).
В 2015 году в образцах медного века (ATP2, ATP12-1420) из пещеры Эль Порталон в Атапуэрке были определены две Y-хромосомные гаплогруппы: I2a2a, H2, а также восемь митохондриальных гаплогрупп: H3, H3c, J1c1b1, K1a2b, X2c, U5a1c, U5b1b, U5b3.